# Geomorphologische Einteilung der Slowakei
Die Geomorphologische Einteilung der Slowakei erfolgt in hierarchischer Form, wobei die Hauptunterteilung innerhalb des Alpen-Himalaya-Systems in die Subsysteme der Karpaten und des Pannonischen Beckens vorgenommen wird. Diese Subsysteme werden weiter in Provinzen, Subprovinzen und Gebiete untergliedert. Die auf dieser Seite dargestellte Einteilung basiert auf dem Werk der slowakischen Geographen Emil Mazúr und Michal Lukniš aus dem Jahr 1986; aktueller dargestellt auf der von Dušan Kočický und Boris Ivanič herausgegebenen Übersichtskarte aus dem Jahr 2011.
Die nachstehende detailliertere Unterteilung spielt in der Geographie der Slowakei bei Orts- und Landschaftsbeschreibungen eine recht bedeutsame Rolle.

## Überblick
Etwa zwei Drittel des Territoriums sind von den Karpaten bedeckt. Die Slowakei hat dabei Anteil sowohl an den West- als auch den Ostkarpaten. Beide werden wiederum in Innere und Äußere Karpaten unterteilt. 
Etwa ein Drittel des Landes besteht aus Ebenen, die zum Pannonischen Becken gehören. Ganz im Westen hat die Slowakei Anteil am Wiener Becken. Im Südwesten liegt das Donautiefland (Podunajská nížina). Beide Tiefländer sind Teil der Kleinen Ungarischen Tiefebene. Das im Südosten des Landes befindliche Ostslowakische Tiefland (Východoslovenská nížina) gehört dagegen zur Großen Ungarischen Tiefebene.

## Karpaten(slow.Karpaty) (Subsystem)

### Westkarpaten(Západné Karpaty) (Provinz)

#### Innere Westkarpaten(Vnútorné Západné Karpaty) (Subprovinz)

##### Slovenské rudohorie(Slowakisches Erzgebirge) (Gebiet)
- Veporské vrchy
- Spišsko-gemerský kras
- Stolické vrchy
- Revúcka vrchovina
- Slovenský kras (Slowakischer Karst)
- Volovské vrchy
- Čierna hora
- Rožňavská kotlina

##### Fatransko-tatranská oblasť(Fatra-Tatra-Gebiet)
- Malé Karpaty (Kleine Karpaten)
- Považský Inovec (Inowetz)
- Tribeč (Tribetzgebirge)
- Strážovské vrchy
- Žiar
- Malá Fatra (Kleine Fatra)
- Veľká Fatra (Große Fatra)
- Starohorské vrchy
- Chočské vrchy
- Tatry (Tatra)
- Nízke Tatry (Niedere Tatra)
- Kozie chrbty
- Branisko
- Žilinská kotlina (Silleiner Becken)
- Hornonitrianska kotlina
- Turčianska kotlina (Turzbecken)
- Podtatranská kotlina
- Hornádska kotlina
- Horehronské podolie

##### Slovenské stredohorie(Slowakisches Mittelgebirge) (Gebiet)
- Vtáčnik (Vogelgebirge)
- Pohronský Inovec
- Štiavnické vrchy (Schemnitzer Berge)
- Kremnické vrchy (Kremnitzer Berge)
- Poľana
- Ostrôžky
- Javorie
- Krupinská planina
- Zvolenská kotlina
- Pliešovská kotlina
- Žiarska kotlina

##### Lučensko-košická zníženina(Lizenz-Kaschauer Senke) (Gebiet)
- Bodvianska pahorkatina
- Juhoslovenská kotlina
- Košická kotlina

##### Matransko-slanská oblasť(Mátra-Slanec-Gebiet/Nördliches Ungarisches Mittelgebirge)
- Burda
- Cerová vrchovina
- Slanské vrchy
- Zemplínske vrchy

#### Äußere Westkarpaten(Vonkajšie Západné Karpaty) (Subprovinz)

##### Slovensko-moravské Karpaty(Slowakisch-Mährische Karpaten) (Gebiet)
- Biele Karpaty (Weiße Karpaten)
- Javorníky (Javorník-Gebirge)
- Myjavská pahorkatina
- Považské podolie

##### Západné Beskydy(Západné Beskydy) (Gebiet)
- Moravsko-sliezske Beskydy (Mährisch-Schlesische Beskiden)
- Turzovská vrchovina
- Jablunkovské medzihorie

##### Stredné Beskydy(Mittlere Beskiden) (Gebiet)
- Kysucké Beskydy
- Oravské Beskydy (zusammen mit Kysucké Beskydy deutsch Saybuscher Beskiden, polnisch Beskid Żywiecki)
- Kysucká vrchovina
- Podbeskydská brázda
- Podbeskydská vrchovina
- Oravská Magura (Arwaer Magura)
- Oravská vrchovina

##### Východné Beskydy(Ostbeskiden) (Gebiet)
- Pieniny (Pieninen)
- Ľubovnianska vrchovina
- Čergov

##### Podhôľno-magurská oblasť(Podhale-Magura-Gebiet)
- Skorušinské vrchy
- Podtatranská brázda
- Spišská Magura (Zipser Magura)
- Levočské vrchy (Leutschauer Berge)
- Bachureň
- Spišsko-šarišské medzihorie
- Šarišská vrchovina (Scharoscher Bergland)
- Oravská kotlina

### Ostkarpaten(Východné Karpaty) (Provinz)

#### Innere Ostkarpaten(Vnútorné Východné Karpaty) (Subprovinz)

##### Vihorlatsko-gutínska oblasť(Vihorlat-Gutin-Gebiet)
- Vihorlatské vrchy

#### Äußere Ostkarpaten(Vonkajšie Východné Karpaty) (Subprovinz)

##### Poloniny(Waldkarpaten) (Gebiet)
- Bukovské vrchy

##### Nízke Beskydy(Niedere Beskiden) (Gebiet)
- Busov
- Ondavská vrchovina
- Laborecká vrchovina
- Beskydské predhorie

## Pannonisches Becken(Panónska panva) (Subsystem)

### Západopanónska panva(Westpannonisches Becken) (Provinz)

#### Wiener Becken(Viedenská kotlina) (Subprovinz)

##### Záhorská nížina(Záhorie-Tiefland) (Gebiet)
- Borská nížina
- Chvojnická pahorkatina

##### Juhomoravská panva(Südmährisches Becken) (Gebiet)
- Dolnomoravský úval

#### Malá dunajská kotlina(Kleine Ungarische Tiefebene) (Subprovinz)

##### Podunajská nížina(Donautiefland) (Gebiet)
- Podunajská pahorkatina
- Podunajská rovina

### Východopanónska panva(Ostpannonisches Becken) (Provinz)

#### Veľká dunajská kotlina(Große Ungarische Tiefebene) (Subprovinz)

##### Východoslovenská nížina(Ostslowakisches Tiefland) (Gebiet)
- Východoslovenská pahorkatina
- Východoslovenská rovina

## Terminologie
Terminologie des Slowakischen:
- oblasť = Gebiet
- systém = sústava = System
- (sub)provincia = (Sub)provinz

Geomorphologische Formationen:
- nížina = Tiefland, Niederung (0 – 200/300 m über dem Meer)
- vysočina = Hochland (über 200/300 m über dem Meer)
- rovina = Ebene (Höhendifferenz ca. 0 – 30 m)
- pahorkatina = Hügelland (Höhendifferenz cca. 30 – 100/150 m)
- vrchovina = Bergland (Höhendifferenz cca. 100/150 – 300/310 m)
- hornatina = Gebirgsland (Höhendifferenz cca. 300/310 – 600/640 m)
- veľhornatina = Hochgebirgsland (Höhendifferenz cca. über 600/640 m)
- planina = etwa: Hochfläche, Hochebene (eine relativ höher gelegene "plošina", insb. in einem Berg- oder Gebirgsland)
- plošina = etwa: Plateau (in den Bergen), Platte (in Ebenen)
- zníženina = depresia = Senke, Depression
- panva = Becken
- kotlina = Kessel, (im Dt. oft nur:) Becken
- úval = Talsenke
- brána = Tor
- tabuľa = Tafel(land)
- podhorie = Gebirgsvorland
- brázda = Furche
- vrchy = Berge
- pohorie = Gebirge
- kras = Karst